# Pavel Tsjistjakov
Pavel Petrovitsj Tsjistjakov (Russisch: Павел Петрович Чистяков) (Vesjegonsk, 5 juli 1832 - Detskoje Selo (tegenwoordig  Poesjkin), 11 november 1919) was een schilder en tekenleraar in het Russisch Keizerrijk en was bekend om zijn  historiestukken,  genrestukken en portretten.

## Biografie

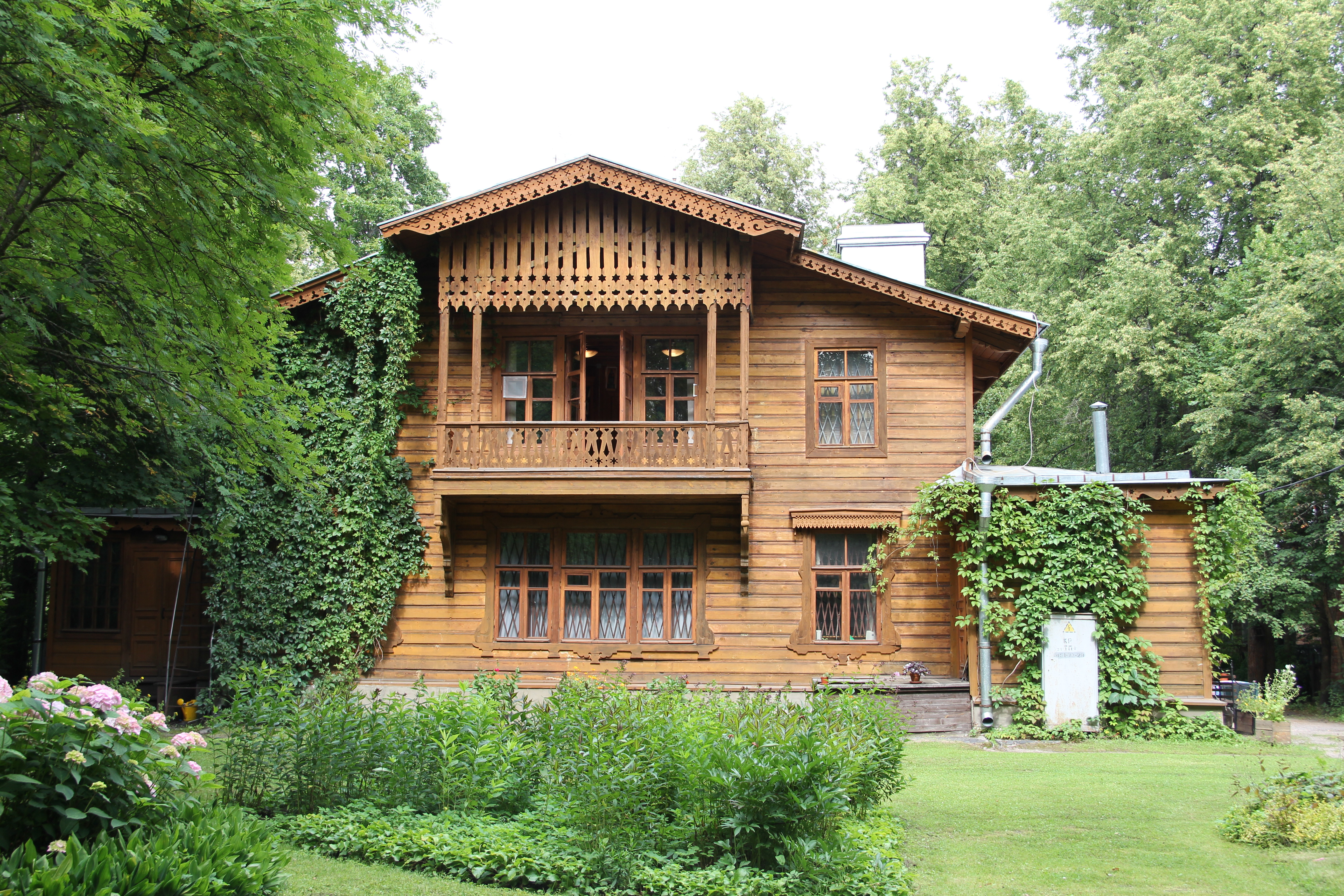
Tsjistjakovmuseum in Poesjkin

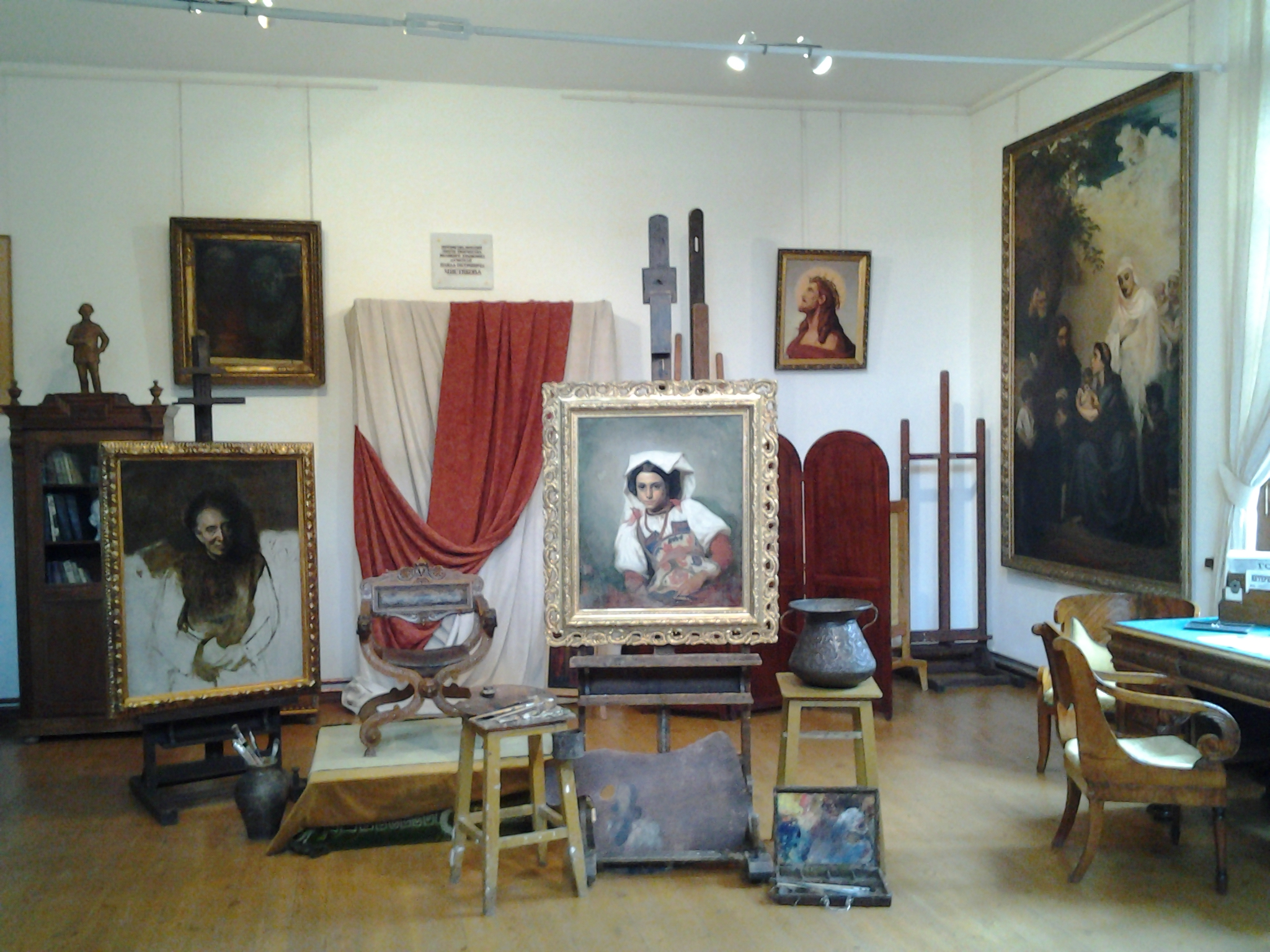
museuminterieur

Zijn vader was een vrijgelaten lijfeigene die een landgoed beheerde. Ondanks zijn geringe inkomen zorgde hij voor een goede opleiding voor zijn zoon: eerst op een parochieschool in Krasny Cholm daarna op de middelbare school in Bezjetsk.
In 1849 ging hij naar de Keizerlijke Academie van Beeldende Kunsten in Sint-Petersburg, waar hij onderwezen werd door Pjotr Basin (religieuze- en historiestukken en portretten) en Maksim Vorobjov (landschapsschilder).
Tussen 1854 en 1858 ontving hij twee zilveren en één gouden medaille voor zijn afbeelding van Patriarch Hermogenes van Moskou in de gevangenis. In 1861 studeerde hij af met de titel Kunstenaar en kreeg nog een gouden medaille (voor zijn schilderij van Sophia van Litouwen op de bruiloft van haar zoon,  Vasili II) en het recht op een toelage voor studie in het buitenland. Voordat hij vertrok gaf hij korte tijd les op een voorbereidende school in Sint-Petersburg.
In 1862 vertrok hij naar Duitsland, gevolgd door een langdurig verblijf in Parijs en in Rome. Bij zijn terugkeer in 1870 kreeg hij de titel Academicus voor verschillende werken die hij naar huis had gestuurd. Na deze tijd wijdde hij zich voornamelijk aan het lesgeven, eerst aan de Keizerlijke Vereniging tot Bevordering van Kunsten en daarna aan de academie, waar hij zijn eigen lesmethoden ontwikkelde; een combinatie van directe observatie en wetenschappelijke studie. Hij exposeerde zelden. Zijn weinige werken waren meestal historiestukken, waarbij hij probeerde een psychologische diepgang, in plaats van alleen de gebeurtenissen weer te geven.
Hij werd universitair hoofddocent aan de academie in 1872 en, na de reorganisatie van 1892, werd hij lid van de academische raad. Van 1890 tot 1912 was hij hoofd van de afdeling Mozaïeken en hield hij toezicht op verschillende mozaïekprojecten; met name in de  kathedraal van Christus de Verlosser en de Izaäkkathedraal.
Zijn vrouw Vera, dochter van de Russische landschapsschilder en ontdekkingsreiziger Jegor Meyer, was ook een opmerkelijke kunstenaar. De straat waar hij woonde werd naar hem vernoemd en in 1987 werd zijn huis in  Poesjkin (een voorstad van Sint-Petersburg) een museum.

## bekend geworden leerlingen
Onder zijn leerlingen zijn er vele, die later tot de beweging de Trekkers (aangeduid met (P)) behoorden en die zich verzetten tegen de eisen van de keizerlijke academie. 
- Viktor Borisov-Moesatov
- Kosta Chetagoerov
- Dmitri Kardovski
- Joeri Pen
- Vasili Polenov (P)
- Jelena Polenova (P)
- Ilja Repin (P)
- Valentin Serov (P)
- Vasili Soerikov
- Kazimierz Stabrowski
- Viktor Vasnetsov (P)
- Michail Vroebel (P)

Pavel Tsjistjakovs schilderijen
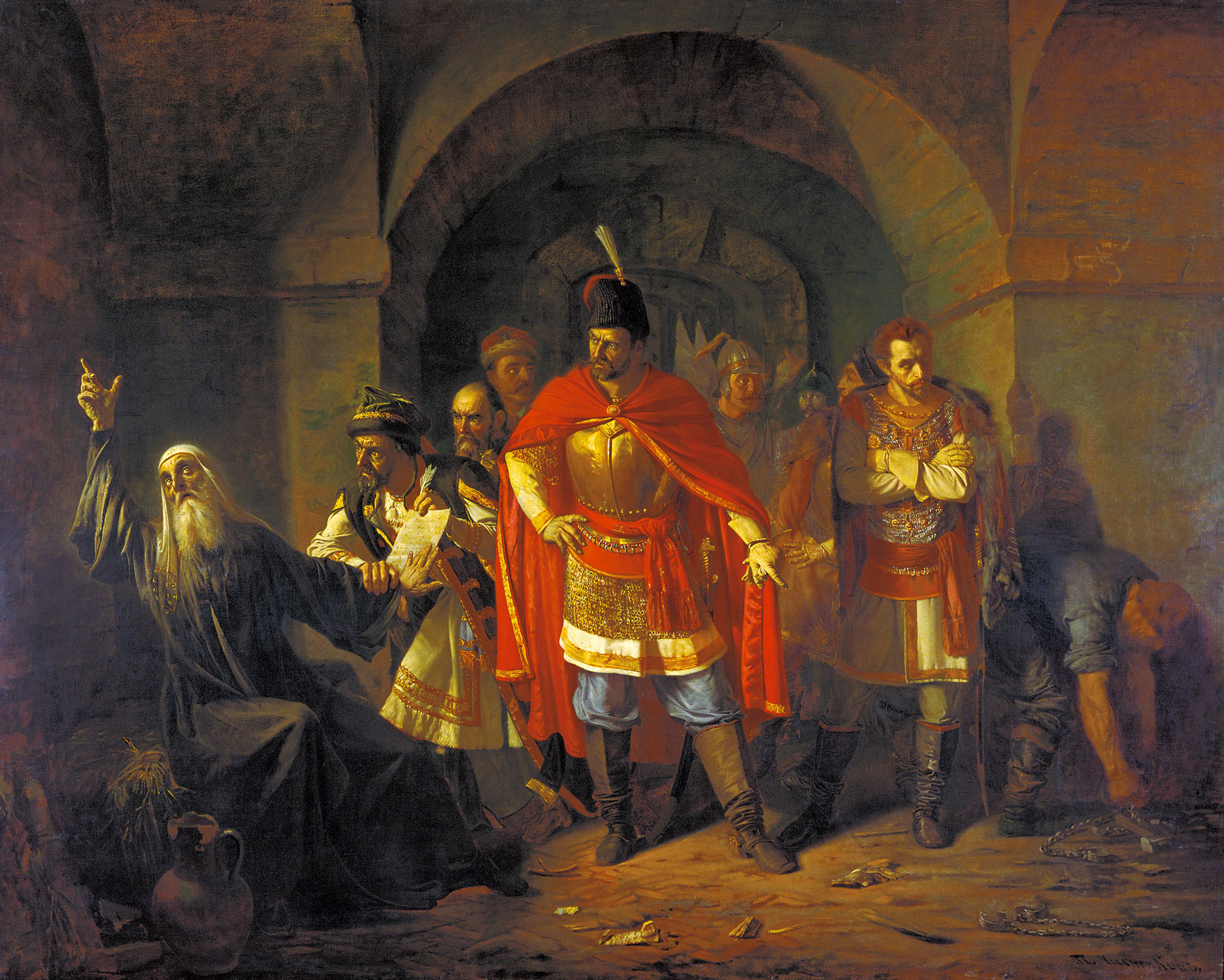
Patriarch Hermogenes die weigert de Polen te zegenen
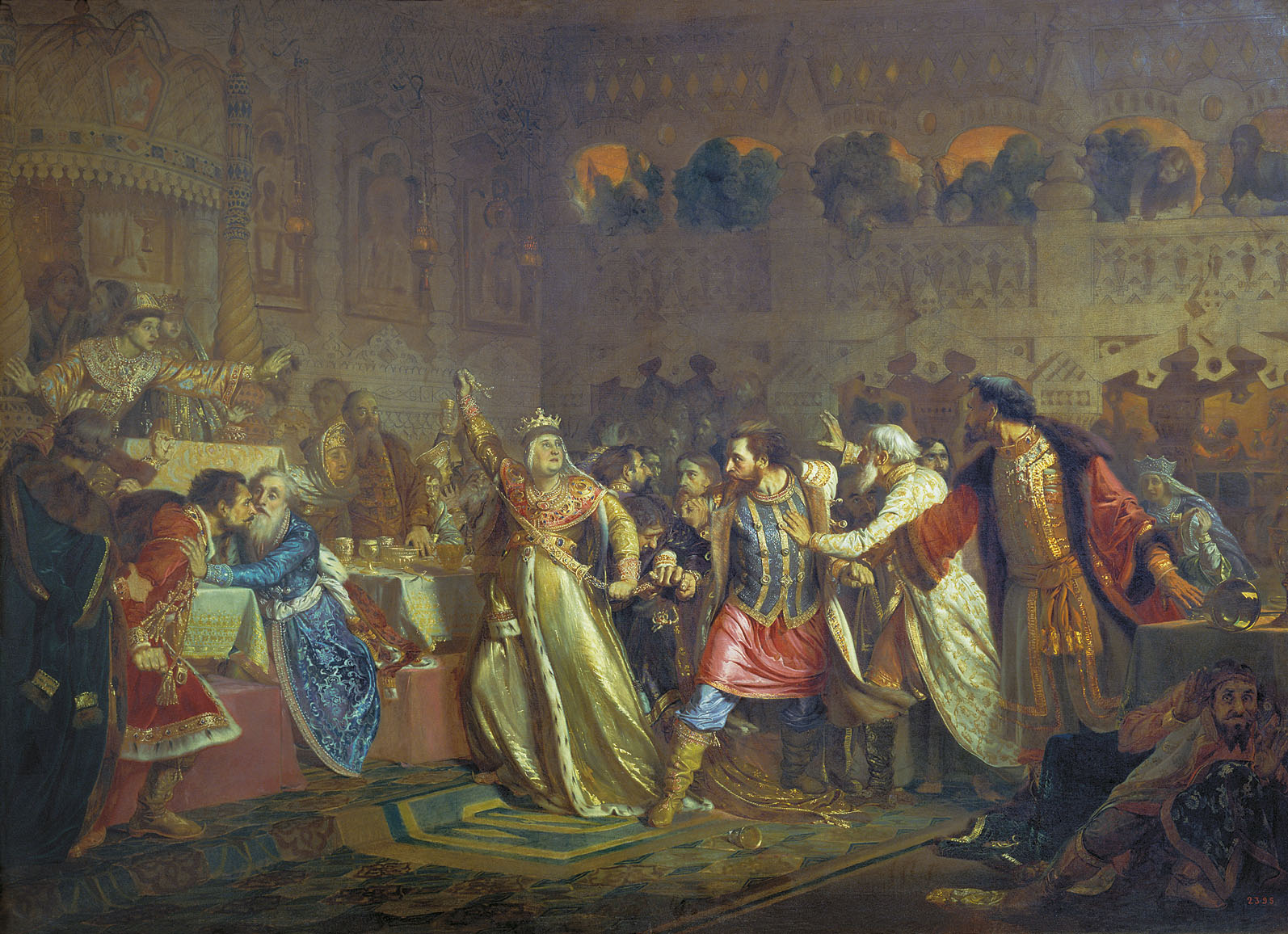
Sophia van Litouwen grijpt de gouden riem van Vasili Kosoy (1861)
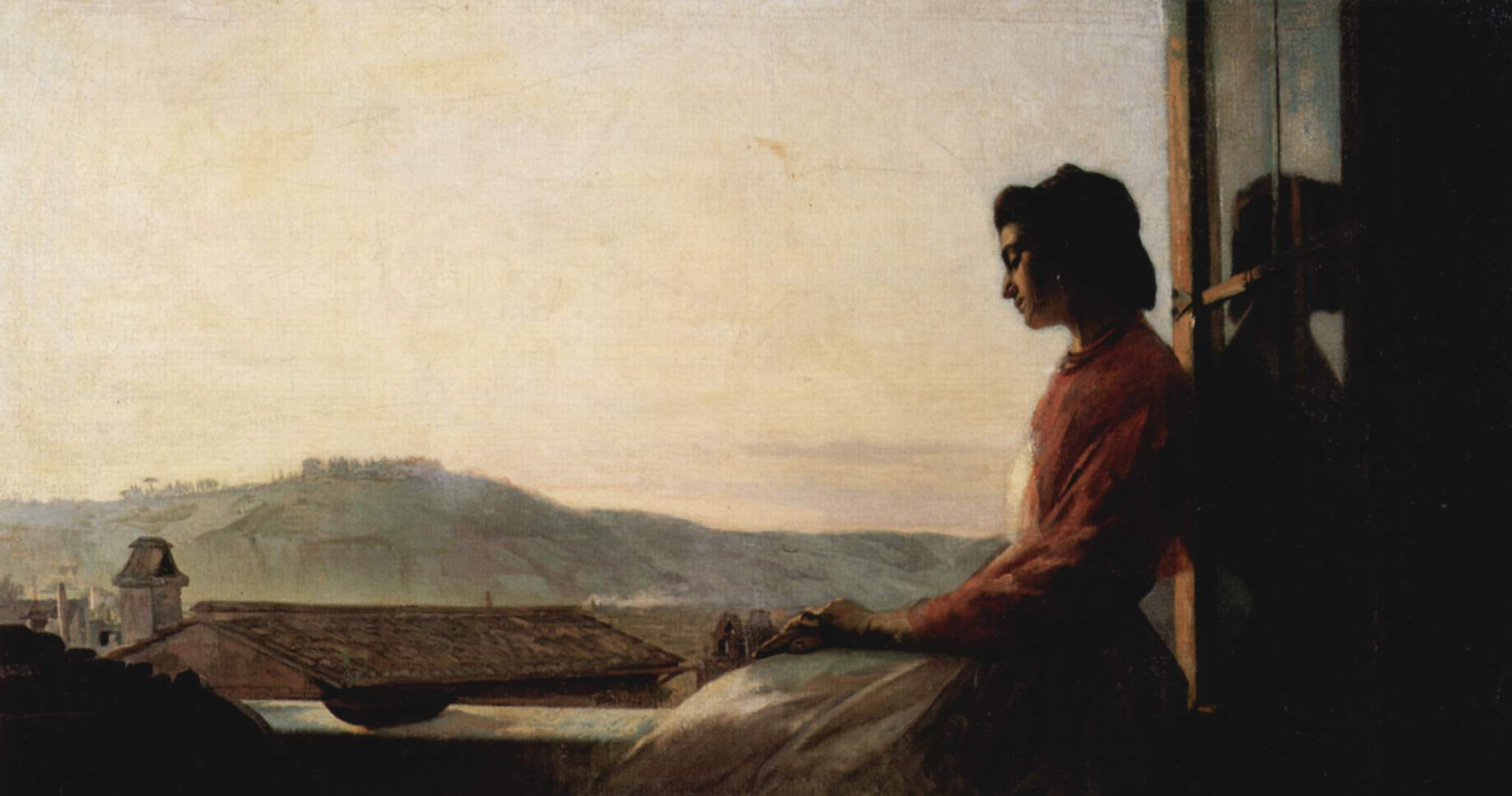
Giovannina zit op de vensterbank (1864)
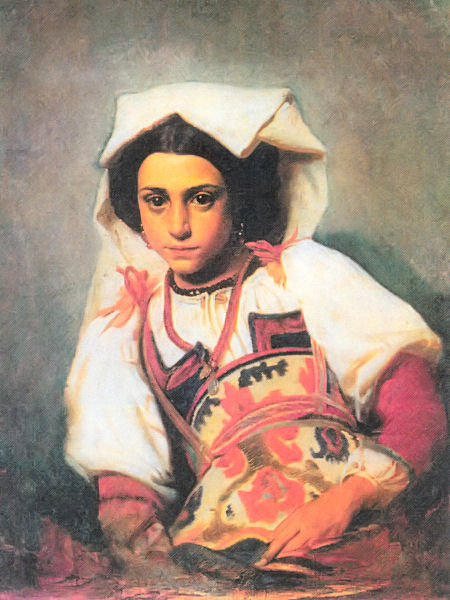
Giovannina
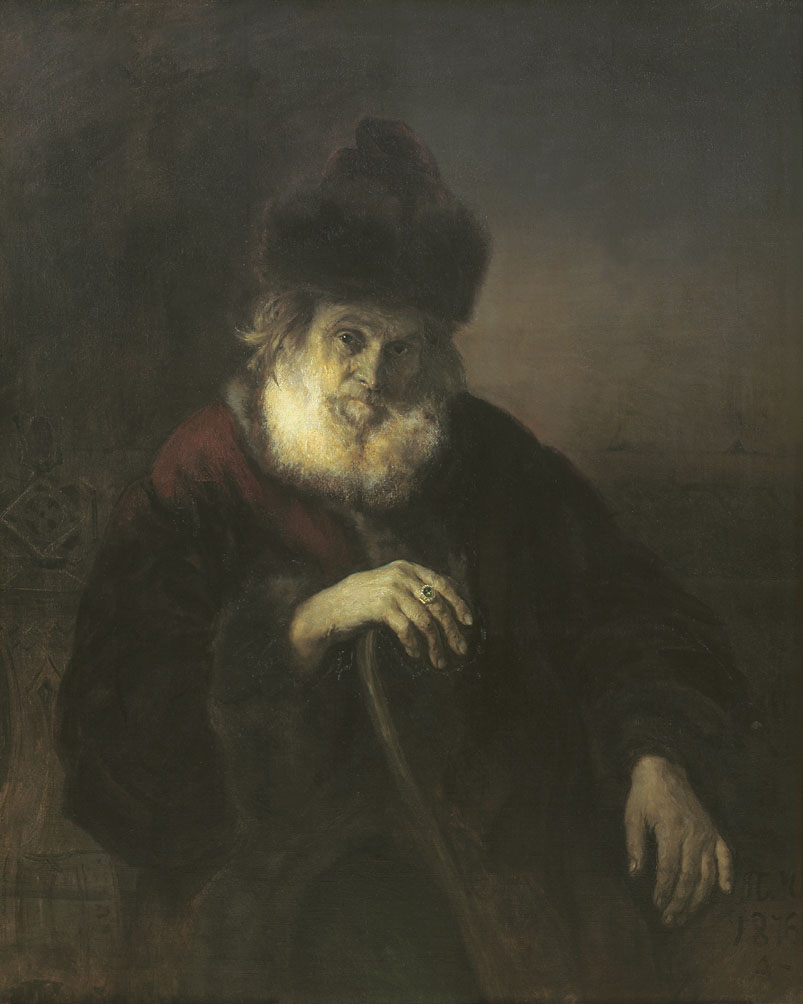
Boyarin (1876)

- Gemeinsame Normdatei: 136690971
- International Standard Name Identifier: 0000 0000 6687 6831
- Library of Congress Control Number: nr93005324
- Nationale Bibliotheek van Letland: 000311638
- Nationale Bibliotheek van Tsjechië: uk20181004982
- RKD-Nederlands Instituut voor Kunstgeschiedenis: 331801
- Union List of Artist Names: 500055942
- Virtual International Authority File: 49097275
- WorldCat: E39PBJyRCPgrwPx9FxvFQr3bBP